# 104e Coupe Grey
La 104e Coupe Grey, officiellement 104e Coupe Grey présentée par Shaw, est le match final de la saison 2016 de la Ligue canadienne de football, au cours duquel se sont affrontées l'équipe championne de la division Est, le Rouge et Noir d'Ottawa, et l'équipe championne de la division Ouest, les Stampeders de Calgary. Le match s'est déroulé le 27 novembre 2016 dans la ville de Toronto, en Ontario, au BMO Field. Ottawa l'a remporté 39 à 33 dans ce qui est devenu seulement le troisième match de l'histoire de la Coupe Grey à se conclure en prolongation après ceux de 1961 et de 2005.